# ديرال كليواش (تريم)
'

تعديل مصدري - تعديل

ديرال كليواش هي إحدى قرى عزلة تريم بمديرية تريم التابعة لمحافظة حضرموت، بلغ تعداد سكانها 19 نسمة حسب تعداد اليمن لعام 2004.